# Chiesa della Natività della Beata Vergine Maria (Alghero)
La chiesa della Natività della Beata Vergine Maria  è un edificio religioso situato nella borgata di Santa Maria La Palma, in comune di Alghero, Sardegna nord-occidentale. Consacrata al culto cattolico, è sede dell'omonima parrocchia e fa parte della diocesi di Alghero-Bosa.